# Helsinki Headline Goal
La Helsinki Headline Goal (obiettivo primario di Helsinki) era il progetto nato nel corso di una seduta del Consiglio europeo del dicembre 1999 con l'obiettivo di dotare l'Unione europea di uno strumento militare entro il 2003.

L'idea di creare una forza armata unica europea, suscitò grande interesse nell'opinione pubblica, oltre a generare, anche a causa delle inesatte notizie diffuse, articoli inesatti sulla composizione e la missioni di tali forze.

Con un anno di ritardo sul programma, il 22 novembre 2004 è stato raggiunto un accordo formale e le European Rapid Reaction Force (Forze di reazione rapida europea) sono attive con unità dispiegabili in teatro fino ad un anno dal 2007. Da quella data sono operativi gli EU Battlegroups.
Nel 2004 inoltre è stato fissato un nuovo obiettivo: "Headline Goal 2010", poi non raggiunto.

## Storia

### Contesto
L'Helsinki Headline Goal è stato sviluppata partendo dalla dichiarazione congiunta tra Francia e Regno Unito a Saint-Malo nel dicembre 1998

Nella dichiarazione di Saint Malo era inserita una esortazione all'Unione Europea di dotarsi di forze militari credibili per conseguire capacità di azione autonoma complessa, primo passo per una politica di difesa comune. Con questo documento sono state gettate le basi politiche e giuridiche per la successiva formalizzazione della PESD e della stessa Headline Goal.

### Headline Goal 2003
Con questo piano, l'Unione Europea si è impegnata a raggiungere e mantenere le capacità tali da schierare rapidamente (entro 60 giorni) e per periodi di missione anche prolungati (fino ad un anno) grandi spiegamenti di forze (fino a 15 brigate o 50.000-60.000 uomini) in grado di raggiungere tutti gli obiettivi previsti dalle Missioni di Petersberg e tutelare gli interessi europei in qualunque zona di crisi, fino a 4.000 km da Bruxelles. Per garantire tali capacità, il totale delle forze necessarie è stato calcolato in non meno di 180.000 uomini, in modo da garantire la rotazione del personale in teatro.
Le attività affidate a tali forze comprendono missioni umanitarie e di soccorso, missioni armate e non di gestione della crisi, comprese quelle di peacekeeping, limitatamente al periodo iniziale, lasciando poi agli Stati membri dell'unione decidere se contribuire con le proprie truppe all'impiego in teatro.
A tali missioni vanno aggiunte anche missioni di ispezione sul rispetto dei trattati internazionali sul disarmo, consulenze e compiti di assistenza militari e stabilizzazione post-conflitto. 

Secondo la dottrina Petersberg tutte queste missioni possono contribuire alla lotta contro il terrorismo, anche tramite il sostegno di paesi terzi per combatterlo sul loro territorio.

### Helsinki Headline Catalogue
Il catalogo delle forze di Helsinki è stato sviluppato dagli scenari di impiego profilati da Petersberg specificando quali sono le capacità richieste in ciascuna delle 144 aree di capacità enumerate.

Nel novembre 2000, l'Unione europea ha tenuto una conferenza sull'impegno delle capacità militari a Bruxelles, che ha portato a stilare una lista delle truppe disponibili (quantificate in 100.000), divenendo nota come catalogo delle forze di Helsinki
A tali forze vanno aggiunti 5.000 poliziotti aggiunti l'anno successivo.
Le forze inserite in tale catalogo sono:

### Piano d'azione europeo sulle capacità
Nel corso del vertice tenutosi a Laeken nel dicembre 2001, l'Unione europea ha sviluppato l'European Capabilities Action Plan (piano d'azione europeo sulle capacità) con l'intento di sopperire alle inefficienze capacitive dell'unione nel campo della difesa. Furono formati venti gruppi di lavoro composti da esperti militari provenienti dagli Stati membri, che ha prodotto dei piani per colmare le carenze riscontrate, tra i quali ha consigliato l'ammodernamento delle dotazioni militari e l'intensificazione della cooperazione tra le Unità sul campo.

### Obiettivo del 2010
Con il pieno raggiungimento degli obiettivi primari di helsinki, il Consiglio europeo nel giugno 2004 ha approvato fissato un nuovo obiettivo primario denominato "Headline Goal 2010" (obiettivo primario del 2010) con l'intento di potenziare le capacità europee nella gestione delle crisi e nella proiezione delle forze. Tale documento è integrato dall'impegno degli Stati membri di raggiungere al massimo entro il 2010, le capacità di reazione rapida e rispondente tutti gli standard concordati per l'assolvimento dell'intero spettro di missioni e di gestione della crisi previste dal Trattato dell'unione europea del 2003, ovvero nel quadro della politica della difesa e sicurezza comune.

Tra le principali missioni previste figurano:
- missioni umanitarie di soccorso in caso di calamità o di evacuazione in zona di crisi;
- operazioni di disarmo e controllo degli armamenti;
- lotta al terrorismo internazionale anche in sostegno a Paesi terzi;
- operazioni di peacekeeping e assimilate;
- operazioni di combattimento

Sono allo studio da parte dell'Unione possibili strategie volte a sopperire alle carenze del precedente piano, riferite essenzialmente a lacune gravi nel trasporto strategico e marittimo, responsabili di limitare le capacità operative nella proiezione delle forze in gran parte delle operazioni di gestione della crisi.